# Euphorbia glochidiata
Euphorbia glochidiata es una especie fanerógama perteneciente a la familia de las euforbiáceas. Es endémica de Somalía, Kenia y Etiopía.

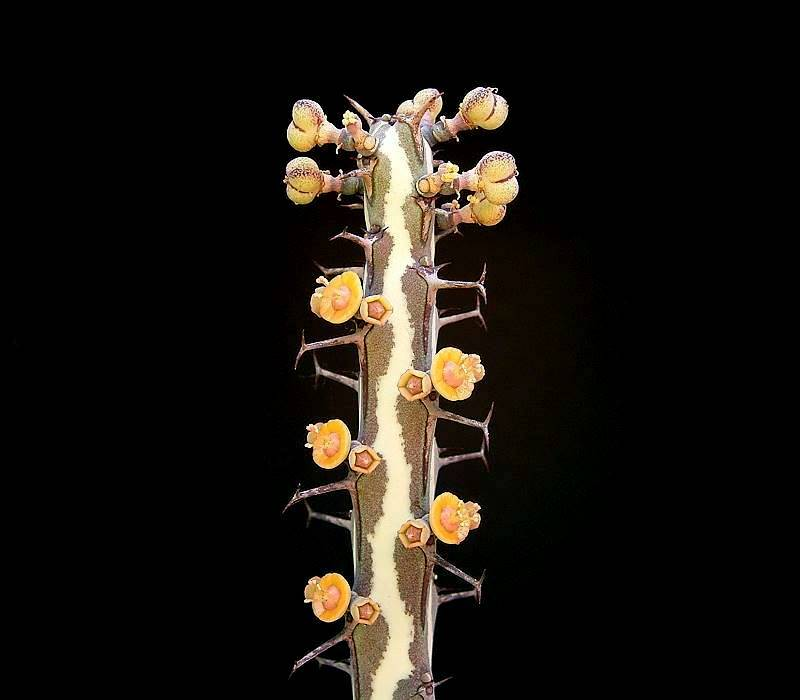
Detalle de la planta

## Descripción
Es una pequeña planta suculenta perennifolia con una raíz carnosa, arbustiva que alcanza un tamaño de ± 1,5 m de altura o, en ocasiones trepadora con 2 m de longitud, los tallos y ramas 4 (-5) angulados, de 1,5 cm de espesor; ángulos con dientes poco profundos a 3 cm de distancia; espinosas.

## Ecología
Se encuentra en los suelos rojos y la arena que cubre por lo general la piedra caliza, en matorrales abiertoz de Acacia-Commiphora; en matorrales con Acacia mellifera y Acacia senegal en el suelo blando de color negro y laderas pedregosas de piedra caliza; a una altitud de 140-1200 metros.
Es una especie un tanto variable.  Fácil de cultivar.

## Taxonomía
Euphorbia glochidiata fue descrita por Ferdinand Albin Pax y publicado en Annuario del Reale Istituto Botanico di Roma 6: 187. 1897.
Etimología
Euphorbia: nombre genérico que deriva del médico griego del rey Juba II de Mauritania (52 a 50 a. C. - 23), Euphorbus, en su honor – o en alusión a su gran vientre –  ya que usaba médicamente Euphorbia resinifera. En 1753 Carlos Linneo asignó el nombre a todo el género.
glochidiata: epíteto latino 